# Okręg wyborczy województwo łomżyńskie do Senatu Rzeczypospolitej Polskiej
Okręg wyborczy województwo łomżyńskie do Senatu Rzeczypospolitej Polskiej obejmował w latach 1989–2001 obszar województwa łomżyńskiego. Wybierano w nim 2 senatorów, przy czym w latach 1989–1991 obowiązywała zasada większości bezwzględnej, zaś w latach 1991–2001 większości względnej.
Powstał w 1989 wraz z przywróceniem instytucji Senatu. Zniesiony został w 2001, na jego obszarze utworzono nowe okręgi nr 17 i 23.
Siedzibą okręgowej komisji wyborczej była Łomża.

## Reprezentanci okręgu
| Rok  | Senator komitet wyborczy                 | Senator komitet wyborczy                  | Senator komitet wyborczy                 | Senator komitet wyborczy                 |
| ---- | ---------------------------------------- | ----------------------------------------- | ---------------------------------------- | ---------------------------------------- |
| 1989 |                                          | Lech Kozioł                               |                                          | Ryszard Reiff                            |
| 1991 |                                          | Ryszard Bender Wyborcza Akcja Katolicka   |                                          | Michał Rupacz Wyborcza Akcja Katolicka   |
| 1993 |                                          | Jan Stypuła Polskie Stronnictwo Ludowe    |                                          | Marek Minda Unia Pracy                   |
| 1997 |                                          | Krystyna Czuba Akcja Wyborcza Solidarność |                                          | Lech Feszler Akcja Wyborcza Solidarność  |
| 2001 | okręg zniesiony, patrz okręgi nr 17 i 23 | okręg zniesiony, patrz okręgi nr 17 i 23  | okręg zniesiony, patrz okręgi nr 17 i 23 | okręg zniesiony, patrz okręgi nr 17 i 23 |

## Wyniki wyborów
Symbolem „●” oznaczono senatorów ubiegających się o reelekcję.

### Wybory parlamentarne 1989
| Kandydat                                                          | Głosów  | %     |
| ----------------------------------------------------------------- | ------- | ----- |
| Lech Kozioł                                                       | 100 980 | 73,78 |
| Ryszard Reiff                                                     | 96 219  | 70,30 |
| Dominik Jastrzębski                                               | 32 011  | 23,39 |
| Józef Mioduszewski                                                | 9402    | 6,87  |
| Edward Wróbel                                                     | 6207    | 4,54  |
| Zbigniew Skowroński                                               | 2542    | 1,86  |
| Wiesław Wawrzyniak                                                | 2495    | 1,82  |
| Liczba głosów ważnych: 136 873 Źródło: Państwowa Komisja Wyborcza |         |       |

### Wybory parlamentarne 1991
| Kandydat                                              | Kandydat                | Komitet wyborczy                             | Głosów |
| ----------------------------------------------------- | ----------------------- | -------------------------------------------- | ------ |
|                                                       | Ryszard Bender          | Wyborcza Akcja Katolicka                     | 45 611 |
|                                                       | Michał Rupacz           | Wyborcza Akcja Katolicka                     | 34 429 |
|                                                       | Wacław Krajewski        | Porozumienie Ludowe                          | 25 947 |
|                                                       | Aleksander Staniszewski | Porozumienie Ludowe                          | 22 698 |
|                                                       | Antoni Dudziński        | Unia Demokratyczna                           | 14 541 |
|                                                       | Eugeniusz Małachowski   | Polskie Stronnictwo Ludowe Sojusz Programowy | 12 449 |
|                                                       | Karol Krajewski         | Stronnictwo Narodowe                         | 9376   |
|                                                       | Jeremi Szklarzewski     | Polskie Stronnictwo Ludowe Sojusz Programowy | 8005   |
| Frekwencja: 40,85% Źródło: Państwowa Komisja Wyborcza |                         |                                              |        |

### Wybory parlamentarne 1993
| Kandydat                                              | Kandydat                | Komitet wyborczy                                                   | Głosów |
| ----------------------------------------------------- | ----------------------- | ------------------------------------------------------------------ | ------ |
|                                                       | Jan Stypuła             | Polskie Stronnictwo Ludowe                                         | 32 838 |
|                                                       | Marek Minda             | Unia Pracy                                                         | 24 219 |
|                                                       | Stanisław Kuc           | Niezależny Samorządny Związek Zawodowy „Solidarność”               | 18 615 |
|                                                       | Janusz Rydzewski        | Unia Demokratyczna                                                 | 17 908 |
|                                                       | Tadeusz Lasocki         | KW „Kandydat Niezależny”                                           | 15 642 |
|                                                       | Wiesław Blaszko         | Konfederacja Polski Niepodległej                                   | 14 161 |
|                                                       | Piotr Bazydło           | „Ojczyzna – Lista Polska”                                          | 13 269 |
|                                                       | Janusz Świderski        | Bezpartyjny Blok Wspierania Reform                                 | 11 778 |
|                                                       | Franciszek Poreda       | KW Wyborców Spółdzielności Mieszkaniowej w województwie łomżyńskim | 10 986 |
|                                                       | Ireneusz Majewski       | Bezpartyjny KW z siedzibą w Piątnicy                               | 10 900 |
|                                                       | Aleksander Staniszewski | „Ojczyzna – Lista Polska”                                          | 10 416 |
|                                                       | Adam Frączek            | Bezpartyjny Blok Wspierania Reform                                 | 9620   |
|                                                       | Maciej Giertych         | Narodowy KW                                                        | 8898   |
|                                                       | Andrzej Fedorowicz      | Narodowy KW                                                        | 6508   |
| Frekwencja: 47,78% Źródło: Państwowa Komisja Wyborcza |                         |                                                                    |        |

### Wybory parlamentarne 1997
| Kandydat                                              | Kandydat               | Komitet wyborczy             | Głosów |
| ----------------------------------------------------- | ---------------------- | ---------------------------- | ------ |
|                                                       | Krystyna Czuba         | Akcja Wyborcza Solidarność   | 54 987 |
|                                                       | Lech Feszler           | Akcja Wyborcza Solidarność   | 37 561 |
|                                                       | Ryszard Bender         | Ruch Odbudowy Polski         | 29 322 |
|                                                       | Mieczysław Bagiński    | Polskie Stronnictwo Ludowe   | 24 183 |
|                                                       | Marek Strzaliński      | Sojusz Lewicy Demokratycznej | 18 154 |
|                                                       | Eugeniusz Mioduszewski | Polskie Stronnictwo Ludowe   | 15 412 |
|                                                       | Marek Minda●           | Niezależny KW Marka Mindy    | 10 505 |
|                                                       | Tadeusz Zaremba        | KW „Zgoda Buduje”            | 9048   |
|                                                       | Jan Stypuła●           | KW „Pomost”                  | 3662   |
|                                                       | Edward Waszkiewicz     | Przymierze Samoobrona        | 2288   |
| Frekwencja: 46,41% Źródło: Państwowa Komisja Wyborcza |                        |                              |        |